# Metello
Pour plus de détails, voir Fiche technique et Distribution.
Metello est un film italien réalisé par Mauro Bolognini sorti en 1970.

## Synopsis
Florence, à la fin du XIXe siècle. Metello, un bel ouvrier maçon d'origine paysanne, tente d'échapper à la misère. Auprès des dames, il fait son éducation sentimentale. Dans son travail, il prend conscience de sa condition sociale. Il devient responsable syndical lors de la grande grève de 1902… 

## Fiche technique
- Titre du film : Metello
- Réalisation : Mauro Bolognini
- Scénario : Suso Cecchi D'Amico, Luigi Bazzoni, Ugo Pirro, Mauro Bolognini d'après le roman homonyme de Vasco Pratolini
- Photographie : Ennio Guarnieri
- Musique : Ennio Morricone
- Décors : Pier Luigi Samaritani, Guido Josia
- Costumes : Pier Luigi Samaritani
- Production : Gianni Hecht Lucari pour Documento Film
- Pays de production :  Italie
- Format : couleur — 1,85:1[réf. nécessaire]
- Genre : drame
- Durée : 107 minutes
- Dates de sortie :
  - Italie : 10 mars 1970 (Milan)
  - France : mai 1970 (Festival de Cannes)

## Distribution
- Massimo Ranieri : Metello Salani
- Ottavia Piccolo : Ersilia
- Tina Aumont : Idina
- Renzo Montagnani : Poldo
- Lucia Bosè : Viola
- Pino Colizzi : Renzoli
- Mariano Rigillo : Olindo Tinai
- Luigi Diberti : Lippi
- Manuela Andrei : Adele Salani
- Corrado Gaipa : Badolati
- Adolfo Geri : Del Bueno
- Claudio Biava : Moretti
- Franco Balducci : Chellini
- Steffen Zacharias : Pallesi

## Récompenses et distinctions
- Prix d'interprétation féminine du Festival de Cannes pour Ottavia Piccolo au Festival de Cannes 1970